# Hájka
Hájka je potok na horní Oravě, na území okresu Námestovo. Jde o pravostranný přítok Sihelnianského potoka a měří 3,2 km a je tokem VII. řádu.

## Pramen
Pramení ve výběžku Podbeskydské vrchoviny, v lokalitě Hájka na severozápadním úpatí Oleksovky (896,0 m n. m.), východně od obce Oravské Veselé v nadmořské výšce cca 770 m n. m.

## Popis toku
Od pramene teče výhradně severovýchodním směrem, zleva nejprve přibírá přítok pramenící východně od kóty 790,0 m, zprava přítok ze severního svahu Oleksovky a znovu zleva druhý přítok vznikající východně od kóty 790,0 m. Pak přibírá významný pravostranný přítok (1,8 km) ze severního svahu Vahanového vrchu (918,4 m n. m.), vstupuje do Podbeskydské brázdy a z pravé strany přibírá ještě dva přítoky: přítok (2,3 km) ze severovýchodního svahu Vahanového vrchu a krátký přítok zpod kóty 717,0 m. Západně od obce Rabča, v části Grúň, ústí v nadmořské výšce přibližně 652 m n. m. do Sihelnianského potoka.